# 大魔法峠
『大魔法峠』（だいまほうとうげ）は、大和田秀樹による日本のギャグ漫画。『エース桃組』、『月刊少年エース』（角川書店発行）で短期連載された。続編に『超・大魔法峠』、『超・超・大魔法峠』、『超・超・超・大魔法峠』がある。2006年に邪道魔法少女シリーズの 3作目としてOVA化された。作品名は中里介山の長編時代小説である『大菩薩峠』に由来する。キャッチコピーは「マジカル血煙コミック」。
可愛らしい魔法少女の外見をもつ田中ぷにえのどす黒い内面や血まみれの手のギャップを楽しむギャグ漫画。魔法の国のプリンセスであるぷにえが修行のために地上の高校に転入し、様々な騒動を巻き起こす。聖魔法王国の衣装や町並みは少女漫画風の愛らしい設定だが、その実態は力によって打ち立てられ圧政を敷く専制王権である。田中一族は魔法力より肉弾戦闘や権謀術数で政敵を排除しており、治世の手段も恐怖政治である。ぷにえも魔法より肉体言語（サブミッション）を駆使して敵と戦い、冷酷な心で他者を支配する。

## 登場キャラクター
「声」はメディアミックス作品における担当声優。
田中 ぷにえ
声 - 佐藤利奈
本作の主人公。魔法の国のプリンセスで次期女王の継承権を持っている。可愛い風貌で転校先の男子生徒を悩殺するが、その実態は冷酷無慈悲なマキャヴェリストである。魔法少女らしく魔法で戦う事もあるが実際には「力こそ正義」を信条とし、相手に魔法が効かないと見るや得意の関節技攻撃（肉体言語）で徹底的に潰す。「打撃系など花拳繍腿（かけんしゅうたい）、関節技（サブミッション）こそ王者の技よ」と述べる。
覇者の度量と大望を持ち、容姿と力と権謀術数の限りを尽くして世界征服を目指す。また、常人なら即死する将門級の怨霊が多数憑り付いている。嫌いなものはキャベツ畑人形、民主制とドM。プリンセス育ちで舌が肥えていて、これが度々騒動の発端になる。ただし、聖魔法王国の教育水準がとても低い ため、学校の勉強はからっきしである。
名前の由来は田中邦衛。チャウシェスク夫人とイメルダ夫人がモデル。
魔法の詠唱は、プリンセスロッドを持ちながら「リリカル・トカレフ・キルゼムオール」。リリカル（抒情的）は魔法少女物によくある形容詞であり、トカレフはトカレフ拳銃、キルゼムオールは“kill them all”（皆殺し）から。
姉御
声 - 川澄綾子
ぷにえの学校のスケ番で、喧嘩が強い（一般人の中では）。転校してきたばかりのぷにえにヤキを入れようと手を出したが、魔法と肉体言語で返り討ちにあう。それ以降は腐れ縁（というか、すっかり立場が逆転）してしまっている。しばしば復讐を企むも悉く返り討ちにあい、再起不能一歩手前まで毎度追い込まれる。
可愛いもの好きな一面を持ち、ポエム（ワタシ系）やケータイ小説（彼氏が死んで妊娠に気づく系）を書いている。水着を買ってみたり、部屋にはねこたんのぬいぐるみやかわいいレースのカーテンがある。誰からも常に「姉御」「スケ番」としか呼ばれず、本名は不明。序盤、学園祭で鉄子のカレー店にて「ゴキブリが入ってるじゃねえか」と因縁をつけるが、その後鉄子とは仲良くやっている。
国 鉄子（こく てつこ）
声 - 下屋則子
ぷにえと親友になった少女で、鉄道研究会の部長。品行方正成績優秀の優等生。本作唯一とも言えるふつうに優しい女の子。しかし非道をとがめるような強さは無く、ぷにえに対する抑止力にはなっていない。ぷにえに良いように利用されることも多いが、反抗もしないので肉体言語で制裁されたことはない。
父親譲りの重度の鉄道ファン。第2話（アニメ版第1話）の学園祭でキハ65形と書かれたエプロンを着けていたほど。実家は家屋の両隣に蒸気機関車の先頭部が置かれ、玄関は通勤形電車の乗降ドアと自動改札機で出来ている。家の中も鉄道関連品で埋め尽くされている。ぷにえのプリンセスロッドを無断借用して魔法を詠唱した時は、ぷにえを捩じ伏せるほどの実力を発揮した。
大和田秀樹の妻がモデルらしい。
パヤたん / パヤ＝リビングストン大佐
声 - 斎藤千和 / 中田譲治
一見ただの愛らしいマスコットキャラクターだが、世界中の戦場を経験してきた歴戦の軍人。ぷにえが最初から関節技全開で仕掛けるほどの驚異的な戦闘技量を持ちながら、関節が360°自由自在に動く特異体質（なぜか首も回転する）のお陰でほとんどの関節技が通用せず、ぷにえにとっては非常に相性の悪い相手。
主従契約を求めるぷにえに自分との決闘を要求。上述のアドバンテージで一度はぷにえを地に這わせるが、岩をも砕く自慢の石頭の強度を過信していたこととぷにえのパワーを甘く見ていたことが災いし、起死回生のヘッドロックで特異体質が作用しない弱点の頭部を絞められ敗北、約束通り臣下に降りマスコットとなった。しかし今でもぷにえを恨んでおり、隙あらば彼女の命（タマ）を取ろうとしている。
かつて聖魔法王国の永住権を得るために聖魔法王国マスコット海兵隊に入隊。その後長い間戦場で地獄を見、心に深い傷を負いながら戦い続け、除隊後も世間になじめず戦場に舞い戻った。深刻なPTSDを持っており、時折昔の様子（スターリングラード攻防戦など）がフラッシュバックする（アニメ版の回想シーンでは独ソ戦やベトナム戦争とみられる映像が流れる）。米軍に戦友を多く持ち、政府中枢まで顔が利く。
お腹の「パ」の字はベトナムで捕虜になったとき拷問を受け焼印された痕である。
キャラソングCDに収録されている「ぼくパヤたん」（大和田作詞）1番・2番はその様子が描写されている。ちなみに曲調はほのぼのとしているが1番・2番共に非常に過激な内容（差別関連（（マルキシスト等）や残酷表現等）であり、公開されていない3番・4番はさらにひどい内容とのこと。出身はルイジアナだが、地球に実在するそれであるかは不明。
普段マスコットとして猫を被っている時（斎藤）と軍人時代等の本性を出した時（中田）で言動が全く異なるため、メディアミックス作品では声優を2人配することで表現している。
田中 ぴゅん、田中 ぽたる
声 - 齋藤彩夏（ぴゅん）、花澤香菜（ぽたる）
ぷにえの双子（8歳）の妹達で金髪の方がぴゅん、黒髪の方がぽたるである。ぷにえの抹殺による王位継承権奪取を目論んで地上に降り、現在雀学園幼年科に通う。口が悪く舌たらずの発音で罵倒語を連発する。魔法の指輪で古代神を使役し、パヤたんを軽く捻じ伏せた。王位継承権を欲し、隙あらばぷにえの抹殺を狙っている。ヤフオクで購入した死者の書に記されていた成長のアルカナを使用して大人になった時は、モデル体型から繰り出される肉体言語でぷにえを敗北寸前に追い詰めた。しかし、ぷにえに心の隙を突かれてコンビネーションを乱され、ぷにえが2人を“狩る”ために開発した“プリンセス・フォーティーフォーマグナム（44の字固め）”をくらって敗北した。ぷにえからお仕置きを受けそうになると失禁するのが通例になっているが、普段は非常に仲が良い。
名前の由来は『北の国から』の黒板兄妹（純と蛍）。
魔法の詠唱は、二人一組で「リリカル・トカレフ・天魔覆滅（てんまふくめつ）」。
田中 エスメラルダ
声 - 小山茉美
ぷにえの母であり魔法の国の女王。ぷにえ以上の魔法と関節技、そして冷酷な心の持ち主で、彼女同様「力こそ正義」が信条。強烈な権力欲を持っており、王権を力で簒奪した。権力闘争期の王国では魔法力ではさらに上回る魔法使い（サリー、メグ、アッコ、モモなど）がごろごろいたというが、姦計を駆使して『斃して』きた。次は太陽系征服を目論んでいる。圧政を敷いているため内外に敵が多く、先王家をはじめとする多くの人間から命を狙われている。
魔法の詠唱は、クイーンロッドを持ちながら「リリカル・トカレフ・ノーバディ・ノークライ（皆殺し・死人に口なし）」。
声優が小山なのはミンキーモモとキシリア・ザビを演じていたことからくるネタ。
田中 キミヒコ
声 - 飛田展男
エスメラルダの夫。巨大な金髪モヒカンヘアーに加えて額には「Z」の文字、タンクトップとショートパンツの上からマントを纏っている。後にマントの下はトランクス一丁になった。心配性で娘達の挙動（殺し合い）を見てはオロオロしている。真性のマゾヒストで、エスメラルダに虐げられることに快感を覚えている。浮気性の持ち主。
なお下の名前はOVA版制作時には判明しておらず、OVA版では『ぷにえのパパ』という役名になっている。キミヒコという名前があることは『超・超・超』第5話で初めて判明した。
ぷにえの祖母
キミヒコの母親で、白雪姫に毒リンゴを食べさせ、眠り姫に呪いをかけた張本人でもある。その存在は『ファウスト』にも記されている。ぷにえに会うために300年ぶりに地上に降りてきた。巣鴨のアイドル・屁川きよしの大ファン。
白色矮星でとれた縮退ダイヤを使用した重量400kgのカートがお気に入りで、常にペットの超巨大なケルベロスチワワのピッピちゃん（魔界の生き物）を入れて運んでいる。
エリィ（エリーゼ＝フォン＝バルバロック、通称 穴掘りエリィ）
声 - 能登麻美子
男勝りな口調、青を基調とした服装とメイクをし、大鎌状の魔法アイテムを持つ一見悪役風の魔法少女。実は誇り高き先王家の娘である。王権を奪った田中家を不倶戴天の宿敵と看做しており、その打倒とバルバロック家復興を目指している。大がかりな落とし穴を作るのが得意。ぷにえと互角に渡り合うほどの肉体言語（格闘技）の使い手である。一応魔法力も互角。
正統王室と銘打った家に住んでいるが、実際には空地に建てられたハリボテ。その実態は雨露すら凌げない空き地である。そこに放置してある土管の中で一家3人寝泊まりしている。父は王様という立場上なかなか再就職できず、毎日ハローワーク通い。エリィはフィギュアの色塗り、母は造花作りの内職をして口を糊しているという。本人曰く、臥薪嘗胆。
魔法の詠唱は「テケレッツのパァ」。ぷにえと同じく学業はできない。
猫恵、犬美、カバ香、象子、虎里
声 - 黒河奈美（猫恵）、平田絵里子（犬美）、青山桐子/AKIKO（カバ香）、寺田はるひ（象子）、斎藤千和（虎里）
姉御が率いるスケ番グループのメンバー。ほぼ全員、筋骨隆々で世紀末的な風貌（なお、『超』第2話やアニメ版には可愛らしい風貌のメンバーが登場している）。
JR男、第三セク太
声 - 船木真人（JR男）、飯島肇（第三セク太）
鉄道研究会の部員たち。
ジャガイモ、ニンジン、玉ねぎ他野菜たち
声 - 飛田展男（ジャガイモ）、他
ぷにえが畑に魔法をかけて作り出した下僕。なのでぷにえの能力（学力）を超えることはできない。
自らを仮初（かりそめ）の傀儡と称し、ぷにえに文字どおり命を捧げる忠義の徒。
ピピル、ピルピル、ピピルピィ
声 - 飛田展男（ピピル）、飯島肇（ピルピル）、船木真人（ピピルピィ）
パヤたんを兄貴と慕うわくわくマスコット村の住人。
名前の由来は撲殺天使ドクロちゃんが唱える呪文。
近衛兵、ヤクザ（ドラマCD）
声 - 伊丸岡篤
先生、ギャンブラー
声 - 桐井大介
立胎小雪
国家公認エクソシスト。修道服に身を包む笑顔が優しい美女だが腹ワタはドス黒く、姉御に相棒の悪霊を憑り付かせ霊感商法ではめようとした。「エクソシスト退魔拳」の使い手。
名前の由来は霊能者の立原美幸から。
安芸の虎
京都への修学旅行の時、姉御とガンの付け合いになった広島のヤンキー女。手荒な魔法で喧嘩を止めたぷにえの命を狙い、ついにはぷにえ達が滞在していた金閣寺に放火する。
ゼーフェル・イェツィラア
声 - 飯島肇
ぴゅんとぽたるに召喚された古き神。ケタ違いに強く、魔法は効かない。巨体であるためぷにえの関節技は通用しないと思われたが、指関節を極められて敗北した。過去にぷにえとの因縁があったらしい。
ゲソ美
声 - 千葉紗子
ぷにえ達の学校の教師。カンニング発見に全力を注いでいるらしく、眼鏡には折りたたみ式ミラーが搭載されている。発見するとスカート内に忍ばせたチョークで一撃する特技を持つ。ぷにえの成績悪化などを理由に家庭訪問に訪れたこともあったが、その際にぷにえとエスメラルダの親子ゲンカのとばっちりをくらい、同時に2人から関節を極められる。
ピーター
声 - 中多和宏
パヤたんのベトナム戦争時代の戦友。
ダニエル
パヤたんの元部下で現在はNORAD司令官。パヤたんの依頼でNORADが運営するジョークサイト「NORAD Tracks Santa」の秘密を伝える。
グレッグ、ジョー、スコット
パヤたんの戦友達。特にグレッグは同郷。全員戦死。
山田保健委員
声 - 中野慎太郎
ぷにえ達のクラスの保健委員。爽やかな性格で、クラスメートの誰にも好かれている。姉御が一目惚れしてデートに誘ったが、ぷにえのコーディネイトのお陰で滅茶苦茶にされてしまい、泣きながら家に逃げ帰った。
走り屋
声 - 飛田展男
姉御と山田のデートの際、ぷにえがお化け屋敷に“究極の恐怖”として魔法で呼び出したバカ。免許取りたてのうえ、漫画を読んだだけなのに、走り屋気分で車を暴走させる。脇役だがキャラクターソングまで作られている。
浜浦あゆゆ
声 - 渡辺明乃（ドラマCD）
ミリオンCDを何枚も出しているスーパースター。アイドルとなったぷにえに悪質な暴言を浴びせられたことを恨み、所属事務所の力を頼りに執拗ないじめをするが、全てはぷにえの策略だった。
名前の由来は浜崎あゆみ+松浦亜弥。
雪風夕菜
漫画研究会部長。優雅を信条とするスタイル抜群の爆乳美女。本名は毒島花子（ぶすじまはなこ）。ペンネームで呼ばないとブチ切れる。漫画で戦う武道「まんが道（どう）」の使い手。
胃院長太郎
ぷにえに惚れている委員長。だが正体は本物のドM。ドSのぷにえには理解不能の生き物であり、弱点。
青木副署長
声 - 飛田展男（ドラマCD）
ぷにえが一日署長を務めた警察署の副署長。署を乗っ取ったぷにえの手腕に惚れ込み、その手先になり市民を弾圧する。
警察署長
声 - 乃村健次（ドラマCD）
ぷにえが一日署長を務めた警察署の署長。一日署長だったはずのぷにえに署を乗っ取られ、追放される。その後はホームレスになり、ぷにえの恐怖統治ぶりに思わず「彼らが最初共産主義者を攻撃したとき」を口走った。
サンタクロース
常に獣の臭いを漂わせ、牙を生やした4つ眼のトナカイに橇を曳かせて地球上を飛んでいる。体格の良い武闘派。ぷにえに「ビクトル式回転膝十字」なる技をクリスマスプレゼントとして伝授する。
コティングリー
冬の妖精で妖精界のトップエリート。ぷにえの小学校時代の同級生。幼い少女風の容姿。ぷにえの怒りを買い、痛い目にあったため「氷壁の妖精王」となる。ぷにえに敵対し、敗北しなかった唯一のキャラクター。
オーベロン
春の妖精。コティングリーを説得するためぷにえに呼び出された。コティングリーとは正反対のお姉様系の容姿。彼女曰く「春夏秋冬の妖精は4すくみになっていて、冬の妖精は春の妖精に絶対勝てない」と言うが…。
王島奈保奈
風貌は厳ついが、野球をこよなく愛する心優しい「少女」。試合においてぷにえにヒヨコを盾にされて（精神攻撃）敗北した。
萩本ノリコ
ぴゅんとぽたるの同級生。IT企業の社長の娘。すごく気が強い。
まつたけユニコーン
誇り高き一角獣。頭にまつたけを生やしているため、ぷにえに狩られる。なお頭のまつたけを狩られると大量出血するが、命に別状はない様子。
国鉄郎（こく てつろう）
鉄子の父。長身のナイスミドル。常に鉄道員の格好をしているが家業は寿司屋。
国目照（こく めてる）
鉄子の母。いかにも昭和のお母さん的な風貌。家業の寿司屋を切り盛りしているが、夫と娘の鉄道趣味には一切理解がない。夫には「遊んでないでさっさと配達に行きな」と一喝。なお鉄子の両親は鉄子とは全く似ていない。
アトランティス帝国の人魚姫（マーメイド）
故あって鹿島灘に引っ越したアトランティス帝国の人魚姫。ぷにえとアトランティス帝国に伝わる儀式「ワーリ・カイス」で勝負した。茨城弁でしゃべる。
後楽めぐみ
聖魔法王国の圧政（消費税率80%）により地上に逃げてきた料理人。麺に魔法がかけてあるため発禁になった「シンデレラ味」のカップ麺を密輸し、店を流行らせる。調理道具や麺を武器にして、ぷにえを苦しめる。
エクレア
パヤたんの元恋人。現在は、輪島市の港町で小料理屋「ゑくれあ」を営んでいる。ある事情から、パヤたんを呼び出す。
ウプ
女癖の悪いはぐれマスコット。UPLIFTがモデル。どんな料理にもウスターソースを掛けたがる。
鉄道の神様
ぷにえのプリンセスロッドを得た鉄子に召喚された。「あじあ」アタックでぷにえを（無関係なパヤたんごと）一撃で粉砕した。
麻生タロー
『超・超・超』連載当時の外務大臣。聖魔法王国の次期女王候補となった鉄子と外交交渉を行った際、経営難の銚子電鉄のために魔法を使いたいという鉄子の言葉を深読みし、国を挙げて「銚子新幹線」を開通させてしまう。
後に『ムダヅモ無き改革』にも登場。
アッチラポッポ
金星の王子にして、ぷにえの政略結婚の相手。ぷにえに金星式のキス（脳に直接する）を迫る。さらに放屁・露出などの下品な行いもしたためぷにえの怒りを買い、プリンセスキャノンで鉄槌を下された。『ムダヅモ無き改革』OVA版では、鳩山首相夫人（鳩山ユキヱ）に寄生し、地球侵略を企てていた事が(同じく金星の生物に寄生され、銃撃により解放された）鳩山ユキヲの遺言から判明した。
岸本君
イケメンでお金持ち。姉御に一目惚れをしており彼女の気を引くためブログを荒らす。そのことを知らない姉御は「ブログにはそろそろ飽きていたから別にいい」と放置していたのだが、ぷにえに「姉御さん、荒らしは絶対殺すって言ってたわよ」と事実を捏造して伝えられ、失恋する。
邪神アニサキスの像
魔法世界で普及している魔法封印アイテム。像単体で用いられるほか、対魔法アイテムの材料としても使われる。これがあるためか、魔女同士の戦闘は結局肉体言語の勝負になることが多い。

## 舞台
日本
現実の日本とほぼ同じ。
聖魔法王国
地球上空に浮かぶ浮遊都市。バルバロック王家を打倒した田中王家の専制。地上には無い魔法が存在する反面、教育水準は低く、交通機関の一部は人力（強制労働）に頼っている。消費税80%。ぷにえぶろぐによると現在革命中らしい。
アトランティス帝国
数々の伝説に謳われる大帝国だったが、訳有って鹿島灘に転居。ぷにえの魔法のミスによって滅亡した。
金星
金星人が住み、公国が統治している。ぷにえが公国の王子と結婚しかけるが（政略結婚）、王子のあまりの下品ぶりにぷにえの怒りが炸裂し破談。その後、地球との戦争が勃発する。

## シリーズ一覧
- 大魔法峠（2001年から2002年までエース桃組連載）ISBN 978-4-04-713526-0
- 超・大魔法峠（2004年エース桃組連載）ISBN 978-4-04-713677-9
- 超・超・大魔法峠（2006年2月から2006年8月まで月刊少年エース連載）ISBN 978-4-04-713857-5
- 超・超・超・大魔法峠（2006年9月から2007年3月まで月刊少年エース連載）ISBN 978-4-04-715011-9

## アニメ
1話15分でDVD各巻に2話ずつ収録されている（初回版には「峠のラジオ」、「放送禁止ソング」収録のCDと、映像特典として「ぷにえの里帰り」を収録。1巻のみ全巻収納BOX付属）。原作の大和田の強烈なギャグに、水島努による毒のある演出が加わってさらに強烈な内容となっている。オープニング映像ではサビの部分で、金閣寺や国会議事堂、法隆寺、六本木ヒルズなどの日本の歴史的建築物が燃えるというかなり強烈な演出となっている。また、原作以上にパロディネタが豊富にある。
先行放送として第1、2話が2006年3月18日（tvkでの日付）のAnime TVで放送された。また2006年3月20日から3月27日までBIGLOBEストリームにてネット配信。
第3、4話は2006年6月17日のアニメイトTV、2006年6月19日から6月26日までBIGLOBEストリームにてネット配信。
第5、6話は2006年10月14日のアニメイトTV、2006年10月16日から10月23日までBIGLOBEストリームにてネット配信。

### DVD
- 大魔法峠 I 2006年4月5日発売
- 大魔法峠 II 2006年7月5日発売（当初予定は6月23日）
- 大魔法峠 III 2006年10月25日発売（当初予定は8月25日→10月4日）
- 大魔法峠 IV 2007年3月21日発売（当初予定は2月23日）
- 大魔法峠 （全 8話収録の廉価版） 2011年2月23日発売

### スタッフ
- 原作 - 大和田秀樹[2]
- 監督・脚本 - 水島努[2]
- キャラクターデザイン - 磯野智[2]
- 美術監督 - 古賀徹（第1話 - 第4話、第7話、第8話）、高崎あゆみ（第5話、第6話）、明石聖子（第7話、第8話）、楠元祐也（第1話 - 第6話）
- 色彩設計 - 海鋒重信
- 撮影監督 - 関谷能弘
- 編集 - 岡祐司
- 音響監督 - 岩浪美和[2]
- 音楽 - 高木隆次
- 音楽プロデューサー - 川瀬朗
- アニメーション制作 - スタジオバルセロナ[2]
- プロデューサー - 川瀬浩平、伊平崇耶、里見哲朗
- 制作プロデューサー - 須賀信行
- 製作 - 「大魔法峠」製作委員会（ジェネオンエンタテインメント、東芝エンタテインメント）
- 発売元 - 東芝エンタテインメント、ジェネオンエンタテインメント

### 主題歌
オープニングテーマ「大魔法峠」
作詞 - 水島努 / 作曲・編曲 - 高木隆次 / 歌 - 田中ぷにえ（佐藤利奈）
エンディングテーマ「骨ある限り榮えあれ!」
作詞 - 枯堂夏子 / 作曲・編曲 - 高木隆次 / 歌 - 田中ぷにえ（佐藤利奈）
挿入歌「走り屋稼業本日開店」（第6話）
作詞 - 枯堂夏子 / 作曲・編曲・歌 - 高木隆次

### 各話リスト
| 巻  | 話数 | サブタイトル                                                                               | 絵コンテ        | 演出            | 作画監督                          | 原作                |
| --- | ---- | ------------------------------------------------------------------------------------------ | --------------- | --------------- | --------------------------------- | ------------------- |
| I   | 1    | ミラクルロッドで学園祭は大パニック☆!?魔法のプリンセスぷにえちゃん登場!!の巻                | 水島努          | 水島努          | 山内尚樹                          | 『大魔法峠』1話+2話 |
| I   | 2    | お茶目でキュートなマスコット☆パヤたん登場の巻                                              | 水島努          | 水島努          | 山内尚樹                          | 『大魔法峠』4話     |
| II  | 3    | どっきり★ブレックファースト大作戦☆!?鳴かぬなら殺してしまえホトトギスさんっ!!の巻           | 池端隆史        | 池端隆史        | 吉本拓二                          | 『大魔法峠』3話     |
| II  | 4    | いや〜んカワイイ!ふたごの生まれる確率は120分の1って知ってる?の巻                           | 池端隆史        | 池端隆史        | 磯野智                            | 『超・大魔法峠』1話 |
| III | 5    | テストの点数だけで人間の価値が測れるんですか?どうせ私は0点ですよああそうよの巻             | 池端隆史        | 池端隆史        | 大河原晴男                        | 『超・大魔法峠』2話 |
| III | 6    | まだ上げそめし前髪の、林檎のもとに見えしとき、前にさしたる花櫛の、花ある君と思ひけり……の巻 | 池端隆史 水島努 | 池端隆史 水島努 | 石川雅一                          | 『超・大魔法峠』3話 |
| IV  | 7    | 参加することに意義があるなんてヌルい事思ってんじゃないでしょうね☆の巻                      | 常磐一郎        | 水島努          | 石川雅一                          | 『超・大魔法峠』4話 |
| IV  | 8    | いつまでも子供のままではいられないのよ大人になるってなんだかコワいわ☆の巻                  | 水島努          | 水島努          | 石井繁、磯野智 中澤勇一、吉本拓二 | 『超・大魔法峠』7話 |

### CD
- 大魔法峠―サウンドトラックの章―　2006年4月21日発売（OP・EDのフルコーラスを収録）
- 大魔法峠―ドラマCDの章―　2006年7月26日発売
  - 『田中ちゃん、最近どーよ☆シーメとミーノどっちがいい?の巻』と『あかるい町をつくるわよの巻』の2エピソード、挿入歌「恋をINPUT♪」のフルバージョンを収録
- 大魔法峠―キャラクターソングの章―　2006年10月25日発売 （DVD3巻と同時発売。当初は8月23日発売予定だったが、DVD2巻の延期に伴い変更された）

### ラジオ
- 峠のラジオ